# Ese Brume
Ese Brume (20 de janeiro de 1996) é uma atleta do salto em distância nigeriana, medalhista olímpica.
Ela é tricampeã africana sênior no salto em distância e possui um recorde pessoal de 7,17 m. Brume conquistou a medalha de bronze Campeonato Mundial de Atletismo de 2019 em Doha, com um salto de 6,91 m e nos Jogos Olímpicos de Verão de 2020 em Tóquio, com um salto de 6,97 m. Foi medalha de prata no Campeonato Mundial de Atletismo de 2022, em Eugene, saltando 7,02 m.